# 吉崎亮太
吉崎 亮太（よしざき りょうた、1984年8月24日 - ）は、日本の男性声優。アル・シェア所属。徳島県出身。

## 来歴
昔からゲームが好きで、「何らかの形でゲーム制作に携わりたい」という夢があった。当初はプログラミングなども勉強していたが、「全然向いていないな」と思った。色々調べていくうちに声優という道があることを知り目指した。
一番最初は当時好きだったゲームの『サモンナイトシリーズ』に出演したかったという。そのため、そのゲームにキャスティング権のあった青二プロダクションが運営する青二塾に東京校24期生として入塾。その時は「これに出れるんだ」と思っていた。しかし同プロダクションに所属した年に同プロダクションが『サモンナイトシリーズ』を関わらなくなり、「僕はこの業界に入ったのにどうすればいいんだ」と目標が消えてしまったという。
プロ・フィット声優養成所6期生。
その後は、プロダクション・エース、エーエス企画に所属していた。

## 人物
趣味は料理。特技は剣道。
『ドラゴンクエストX』と『ファイナルファンタジーIV』が好きである。
兄がいる。

## 出演作品
※太字は、主役・メインキャラクター。

### テレビアニメ
- ふしぎ星の☆ふたご姫（2005年、客）
- RAINBOW-二舎六房の七人-（2010年） - ノンクレジット
- 日常（2011年、大工健三郎[11]）

### ゲーム
- CraZy BeaT（鴫）※携帯アプリ特化型
- 禁猟区（鷹宮笙吾）
- 白き鋼鉄のX THE OUT OF GUNVOLT（2019年、リベリオ[12]）
- 日常〈宇宙人〉（大工健三郎[13]）
- でみめん（ソル[14]）
- グランドインテンション・アジャストメント (ハン)
- カルドアンシェル（2024年、グラム[15][16]、ノウ・ロードライト[17]、リベリオ[18]、ソル〈一ノ瀬マヒル〉 [19]）

### 実写
- アニソン★カフェ ゆめが丘（tvk：2009年1月14日 - 9月25日）
- 世界・ふしぎ発見!〜里見八犬伝〜（犬江親兵衛：TBS）
- メントレG スペシャル（南海キャンディーズ再現VTR：フジテレビ）
- メモワール（ショートムービー）
- らっきー☆れーさー

### ラジオ
ラジオCM
- 聖学院大学（NACK5）

ラジオドラマ
- 青山二丁目劇場 彼女はヒーロー（夏樹：文化放送）
- 金光教（男子生徒：ニッポン放送）
- ハイスクールポップス（ダイスケ：NACK5）

WEBラジオ
- 天栂学院高等部通信
- 白石稔のガチ無知ラジオ（第3回ゲスト）

### ドラマCD
- イリヤの空、UFOの夏（男子生徒）
- 狼ニ到ル病（村人）
- 金色のコルダ（男子生徒）
- 汝、宿命を見つめる者たちよ（カイザード）
- 成恵の世界（機族）
- レヴィーローズの腕輪（執事）
- ONE×3（銅縞）

### 吹き替え
- ロビンフッド（ルーク）

### ナレーション
- 江東ワイドスクエア（コーナーナレーション：CATV）
- ザ・ワイド（ボイスオーバー：日本テレビ）
- 週刊フジテレビ批評（ボイスオーバー：フジテレビ）
- 24時間テレビ〜生きる〜（ボイスオーバー：日本テレビ）
- マナケミア2 〜おちた学園と錬金術士たち〜 PORTABLE+（TVCMナレーション）

### 舞台
- 火の鳥〜茜丸編〜
- Voice Fair 2004 7月・ナイフ

### その他
- サウンドドラマ LOTUS 〜First Bloom〜（青柳瑠音）
- 毎日新聞奨学生（モデル）
- 声優チャット（レギュラー）
- きもの日和（MC）